# Pocahontas 2. – Vár egy új világ
A Pocahontas 2. – Vár egy új világ (eredeti cím: Pocahontas II: Journey to a New World) 1998-ban megjelent amerikai rajzfilm, amely az 1995-ben bemutatott Pocahontas című rajzfilm folytatása. Az animációs játékfilm rendezői Tom Ellery és Bradley Raymond, producerei Leslie Hough és Jeannine Roussel. A forgatókönyvet Allen Estrin, Cindy Marcus és Flip Kobler írta, a zenéjét Lennie Niehaus szerezte. A videofilm a Walt Disney Pictures és a DisneyToon Studios gyártásában készült, a Walt Disney Home Video forgalmazásában jelent meg. Műfaja romantikus kalandfilm.
Amerikában 1998. augusztus 4-én, Magyarországon 1999. október 26-án adták ki VHS-en.

## Cselekmény
A film egy flashbackkel (visszapillantás) kezdődik Londonba, John Smith-el aki megpróbál menekülni az angol őrök elől akiknek le kell tartoztatniuk és lefejezniük azzal a váddal, hogy John Smith elárulta I. James királyt a Virginiában való küldetésben (igazából Ratcliffe a hibás). De amikor majdnem leesik egy palotáról, megjelenik a kegyetlen és áruló kormányzó, Ratcliffe aki lelöki John Smith-et a folyóba és büszkén kacag. Vége a flashbacknek, most láthatjuk Ratcliffet sírni I James király és Anna királynő előtt, el akarván hitetni, hogy megpróbálta menteni John Smith életét. A király nagyon mérges, mert élve akarta Smithet. A királynő azt tanácsolja, hogy várjanak John Rolfe tengerész visszatérésére, aki elutazott Amerikába azért, hogy meggyőzze a Powhatan főnökét, hogy jöjjön vele Angliába. Időközben a király megengedi Ratcliffe-nek, hogy készítse elő a sereget, hogy menjenek aranyat gyűjteni Virginiába (Amerika), de először várnia kell Rolfe és az indián törzsfőnök visszatérésére.
Időközben Virginiában szétterjedt az angol gyarmatokig az a hír, hogy meghalt John Smith és kitudódott halálának a helyszíne. Az indián Pocahontas még mindig szomorú John Smith-ért (soha nem válik meg a Smithtől kapott iránytűtől) és félre van vonulva, Meeko mosómedve, Flit kolibri és Percy kutya társaságába (az első filmben Ratcliffe volt a gazdája). Amikor John Rolfe Amerikába érkezik, úgy ismeri meg az indián hercegnőt, hogy ez utóbbi megállítja a népét aki a gyarmatok ellen akart harcolni, és hallván két nőt beszélni Pocahontas-ról, azt hívén, hogy ez utóbbi az indiánok törzsfőnöke, így elmegy megkeresni őt.
Az indiánok ünnepet rendeznek, ahol Nakoma és Pocahontas táncolnak, miközben Meeko (a mosómedve) ellopja az ételt egy kövér indiántól. Amikor megérkezik John Rolfe, felajánlja a lovát béke adományul Pocahontas-nak, akkor is ha felfedezte, hogy nem ő a törzsfőnök. Mindenesetre meghívja Powhatant (az igazi törzsfőnök aki egybe Pocahontas apja), hogy jöjjön vele együtt Angliába, de a törzsfőnök visszautasítja azzal az okkal, hogy nem akarja elvenni I James királyságát. Pocahontas bátran felajánlja magát apja helyett. Powhatan és Rolfe vonakodva fogadják el. Az ünnepség után, Pocahontas, új lova nyeregébe elmegy meglátogatni Salice nagymamáját, hogy kérjen tőle segítséget. Ez utóbbi egyetlen tanácsa: «Hallgasd meg a benned lévő lelket».
Másnap Pocahontas elindul Angliába, és Utamatumaki elkíséri (a törzs legerősebb harcosa) az elhalálozott Kocoum helyett, azért, hogy megvédje Pocahontast Powhatan parancsából. Az utazás során, Pocahontas felfedezi, hogy Meeko (a mosómedve), Flit (A kolibri) és Percy (a kutya) elrejtőztek a hajóba, hogy kövessék őt az utazásba, és kezd érzelmeket táplálni John Rolfe iránt.
Londonba érkezve, Pocahontas ide oda szaladgál a városban ámulattal teli szívvel mindenért amit lát. Amikor megérkezik Ratcliffe, az indián hercegnő felfedezi, hogy a kormányzó vissza akar térni Amerikába, hogy aranyat gyűjtsön (akkor is ha az első filmben azt mondták, hogy az indiánoknak nincs aranyuk) John Rolfe elhagyja a vendégeit Jenkins asszonynál, a házvezetőnőjénél, és elmegy James királyhoz.
Ratcliffe azt tanácsolja a királynak, hogy hívják meg Pocahontast a Nagy Bálra, hogy jobban beilleszkedjen. Valójában a kormányzónak egy nagyon gonosz terve van, és John Rolfe megértette, de ennek ellenére Pocahontas elfogadja a meghívást a Nagy Bálra. Jenkins asszony kisminkeli és felöltözteti Pocahontast, az európai etikettnek és az elvárásoknak megfelelően. Rolfe egy arany gyöngysort ajándékoz el a hercegnőnek, aki kénytelen levenni az anyjától kapott nyakláncot Flit legnagyobb sajnálatára.
Rolfe és a hercegnő, elkísérve Utam által, elmennek a Nagy Bálra és együtt táncolnak, de pont akkor, amikor megcsókolnák egymást, Ratcliffe meghívja Pocahontast táncolni és kezd beszélni John Smithről. Vacsora közben Ratcliffe és egy bohóc csapat énekelnek Pocahontasnak egy éneket, majd megjelenítenek egy megláncolt medvét, és megszúrják az utóbbit kerti villákkal. Pocahontas, aki nagy barátja az állatoknak megállítja őket és barbároknak nevezi James királyt és a népét. A király letartóztatja Pocahontast, Utammal együtt. John Rolfe kiszabadítja őket a fogságból John Smith segítségével aki igazából túlélte a folyóba beesést.
Ratcliffe elhitette a királlyal, hogy Smith egy áruló és a volt kapitány kénytelen volt elrejtőzni. Pocahontas boldog, hogy újra megtalálta, de egyben össze is van zavarodva, mert Rolfe-hoz vonzódik. Végre miután "meghallgatta a belső hangot" Pocahontas eldönti, hogy visszatér a palotához és szembeáll a királlyal.
Miután meglátta John Smith-et és meghallgatta a tények verzióját, a király eldönti, hogy az indián hercegnő oldalára áll és, hogy megengedi neki, hogy állítsa le a borzasztó Ratcliffe-t aki indulásban van Virginiába. A hajón Pocahontas és a két John szembeszállnak a kormányzóval és sikerül letartóztatniuk, és halálra ítélik. A király ad John Smith-nek egy hajót, ez utóbbi meg meghívja Pocahontast, hogy jöjjön vele, de ő visszautasítja két ok miatt: vissza akar térni a népéhez és bele szeretett John Rolfe-ba. John Smith annak ellenére, hogy még szerelmes Pocahontasba meg tudja érteni, és eldönti, hogy elengedi. Amikor Pocahontas a hajóra száll találkozik John Rolfe-al aki eldönti, hogy elutazik vele mint tengerész-gyarmat, miközben Utam Jenkins asszonnyal és az ünnep medvéjével marad együtt. A film azzal végződik, hogy John Rolfe és Pocahontas megcsókolják egymást mialatt a hajó eltávozik naplementekor.

## Szereplők
- További magyar hangok: Garai Róbert, Kardos Gábor, Némedi Mari, Rácz Kati, Rékai Nándor, Stukovszky Tamás, Szalay Csongor, Tardy Balázs, Uri István, Varga Tamás, Végh Ferenc, Vizy György
- További énekhangok: Arany Tamás, Bereczki Zoltán, Igó Éva, Kálid Artúr, Kovács Edina, Náray Erika, Oroszlán Szonja, Szabó P. Szilveszter, Vincze Gábor Péter, Zareczky Miklós

## Betétdalok
| Magyar                       | Magyar | Angol                              | Angol |
| Dal                          | Előadó | Dal                                | Előadó |
| ---------------------------- | --- | ---------------------------------- | --- |
| Nem nyílt soha út elém       | Udvarias Anna | Where Do I Go From Here?           | Judy Kuhn |
| London                       | Udvarias Anna Arany Tamás Bereczki Zoltán Igó Éva Kálid Artúr Kovács Edina Náray Erika Oroszlán Szonja Szabó P. Szilveszter Vincze Gábor Péter Zareczky Miklós | What a Day in London               | Judy Kuhn Andrew Belling Susanne Blakeslee Amick Byram Mary Jo Catlett Patricia Cullen Ed Evanko Scott Harlan Dave Holland Allison Larkin Susan McBride Bobbi Page Phil Proctor Martin Rayner Clive Revill Christina Saffran Stephen Wolfe Smith Simon Templeman Shani Wallis B. J. Ward |
| Felöltöd, ím a legjobb ruhád | Halász Aranka Stohl András | Wait 'Till He Sees You             | Jean Stapleton Billy Zane |
| Minden látszat ámítás        | Sárkány Kázmér Vincze Gábor Péter Kálid Artúr | Things Are Not What They Appear    | David Ogden Stiers Craig Copeland Roger Freeland Phil Proctor |
| Mennék, ez az út mi vár      | Udvarias Anna | Where Do I Go From Here? (Reprise) | Judy Kuhn |

## Televíziós megjelenések
Disney Channel 